# Șteia
Șteia – wieś w Rumunii, w okręgu Hunedoara, w gminie Tomești. W 2011 roku liczyła 267 mieszkańców.